# Вільям Кейт (художник)
Вільям Кейт (англ. William Keith; 1838-1911) — американський художник шотландського походження, також гравер. Відомий своїми пейзажами Каліфорнії з використанням стилю тоналізм, був пов'язаний з Американською Барбізонською школою.

## Біографія
Народився 18 листопада 1838 року в місті Олдмелдрум області Абердиншир Шотландії в сім'ї William Keith (1806—1838) і Elizabeth Bruce (1813—1868), що походять з клану Кейт.
Спочатку його виховував дідусь, оскільки батько помер за кілька місяців до народження сина. У 1850 році з матір'ю і сестрами емігрував у США. Вони оселилися в Нью-Йорку, де Вільям відвідував школу і став учнем різьбяра по дереву в 1856 році. Потім він був найнятий для ілюстрування журналу Harper's Magazine. У 1858 році він побував в Шотландії та Англії, де деякий час працював в газеті London Daily News. Потім у травні 1859 роки знову повернувся в США і осів у Сан-Франциско, де створив власну граверну майстерню. Пізніше залучив до партнерства Harrison Eastman (в 1862 році) і (в 1864 році).
Потім Кейт зайнявся вивченням мистецтва. Спочатку навчався живопису у Семюеля Брукса (англ. Samuel Marsden Brookes) і, можливо, брав уроки у Елізабет Емерсон (англ. Elizabeth Emerson), на якій одружився в 1864 році. Уперше свої акварелі виставляв в 1866 році й отримав високу оцінку з боку критиків. У 1868 році Вільям почав писати маслом, припинивши свої гравюрні роботи. У цьому ж році він отримав замовлення від залізничної компанії Oregon Navigation and Railroad Company на створення картин Тихоокеанського Північно-Заходу (англ. Pacific Northwest).
У 1869—1871 роках художник вирушив до Дюссельдорфа, Німеччина, де слідував стопами американських художників Альберта Бірштадт і Вортінгтона Уітріджа. Навчався у Альберта Фламма (нім. Albert Flamm), захоплювався роботами Андреаса Ахенбаха. Також деякий час провів в Парижі, де був вражений як роботами старих майстрів, так і живописців. Після повернення до Сполучених Штатів, жив і працював у студії в Бостоні разом з Вільямом Ханом (William Hahn).
У 1873 році Кейт повернувся до Каліфорнії, їздив в долину Йосеміті з рекомендаційним листом для Джона Мьюра, вченого-натураліста, з яким дружив протягом наступних 38 років. Обидва вони народилися в Шотландії, були ровесниками, однаково поділяли любов до гір Каліфорнії. Протягом 1870-х років Вільям написав ряд панорам Каліфорнії розміром шість на десять футів.
У 1882 році померла його дружина Елізабет, і Вільям знайшов розраду у свого друга Джозефа Вустера (англ. Joseph Worcester), який зробив сильний вплив на художника в підході до пейзажного живопису. У 1883 році Кейт одружився з Мері Макгенрі (англ. Mary McHenry), яка була першою жінкою-випускницею юридичної школи Гастингса (англ. Hastings Law School) і активної суфражистки. Свій медовий місяць вони присвятили подорожі з Каліфорнії на Східне узбережжя США, звідки поїхали до Європи, в Мюнхен. Тут Вільям вивчав малюнок і живопис портрета, спілкувався з німецькими художниками, отримуючи від них конструктивну критику. Повернулися подружжя в Сан-Франциско в середині 1885 року.
Через Джозефа Вустера Кейт познайомився з архітектором Деніелом Бернема з Чикаго, який став покровителем і агентом художника, показуючи і продаючи його картини чиказьким колекціонерам. У 1886 році Кейт з дружиною переїхав до побудованого ним за індивідуальним проєктом будинку в Берклі, Каліфорнія, з якого їздив для роботи в свою студію в Сан-Франциско. У цьому ж році він здійснив круїз до Аляски за маршрутом Inside Passage, зробивши ескізи її льодовиків. Для поповнення сімейного бюджету, Вільям писав на замовлення портрети, а також давав приватні уроки живопису, переважно для жінок.
У 1888 році Кейт разом з Мьюр вирушив до гір Шаста і Рейнір для створення ілюстрацій до праці вченого Picturesque California. Кейт був частиною групи друзів Джона Мьюра, які з 1889 виступали за створення Національного парку Йосеміті. Ця ж група створила в 1892 році асоціацію Sierra Club для захисту природи Сьєрра-Невади.
З кінця 1880-х років художник створив багато пейзажних робіт. Деякі з них були в стилі Теодора Руссо засновника Барбізонської школи, і американського художника-пейзажиста Джорджа Іннеса. Іннес приїжджав в гості до Вільяма Кейта, і вони разом працювали в районі затоки Сан-Франциско в 1891 році. У результаті землетрусу в Сан-Франциско в 1906 році і подальшої пожежі, студія Кейта була знищена, а разом з нею були втрачені майже 3000 його робіт. Ця трагедія завдала непоправної шкоди здоров'ю художника. Однак він продовжив працювати, і в жовтні 1907 року в супроводі Мьюра побував в льодовиковій долині Hetch Hetchy Valley Національного парку Йосеміті, де створив багато робіт, оскільки в долині передбачалося створити водосховище гідроелектростанції, що постачає Сан-Франциско електрикою і водою.
Помер 13 квітня 1911 року у своєму будинку в Берклі, штат Каліфорнія. Був похований на кладовищі Mountain View Cemetery міста Окленд, Каліфорнія.